# Antònia Trenchs i Asens
Antònia Trenchs i Asens (cap a 1913 - L’Havana, 23 de juny de 1939), coneguda també com Tony Trenchs, va ser una dibuixant, caricaturista i pintora catalana activa a Barcelona durant els anys de la Guerra Civil i posteriorment exiliada a Cuba.

## Biografia
Sota la signatura Tony Trenchs, va col·laborar amb el diari republicà i anticlerical El Crisol, editat a Madrid entre 1931 i 1932, on feia caricatures de caràcter expressionista. Malgrat que anteriorment ja havia exposat fora de Barcelona, la primera exposició individual de la qual es té constància és la que va fer a les galeries Syra de Barcelona el gener de 1936. El mateix any va participar en una exposició col·lectiva al Lyceum Club Femení de Madrid. Anteriorment havia pres part en les accions del seu company, el dibuixant Romà Bonet, especialment en el seu carro, que el 1933 van instal·lar al Raval de Fermí Galan de Terrassa, on també van exposar a les Galeries Grau del carrer de Gavatxons.
Antònia Trenchs consta també entre els artistes que van participar en diverses exposicions col·lectives que es van presentar a la ciutat entre 1936 i 1939, com ara l’Exposició Pro-Nens necessitats que la Generalitat de Catalunya i l'Ajuntament de Barcelona van organitzar la primavera de 1936. Igualment, va prendre part en exposicions organitzades per la Junta Municipal d’Exposicions d’Art de Barcelona. Així, el 1937 va participar en l'Exposició de Primavera que es va fer al vestíbul superior dels Ferrocarrils de la Generalitat de Catalunya, en la qual va presentar una pintura titulada L’infant. El setembre de 1938 ho va fer al Saló de Tardor que es va mostrar al Casal de Cultura que estava situat a la plaça de Catalunya de Barcelona. Aquell mateix any també consta entre els artistes de l’exposició de dibuix i gravat que es va fer en el mateix Casal de Cultura.
D’altra banda, sembla que l’estiu de 1936 treballava com a infermera en l’Hospital de Sangre de Buitrago, on va tenir algun incident perquè el desembre de 1937 el jutge d’instrucció de Torrelaguna la buscava per processar-la, acusant-la d’homicidi i lesions per imprudència. Anys més tard, la documentació la situa entre el cercle d’artistes exiliats a Cuba, col·laborant com a dibuixant i caricaturista. Estava contractada per impartir un curs de dibuix al Lyceum and Lawn Tennis Club de l’Havana però va morir per sèpsia al seu apartament d’aquella ciutat el 23 de juny de 1939.